# Żałobnica (owady)

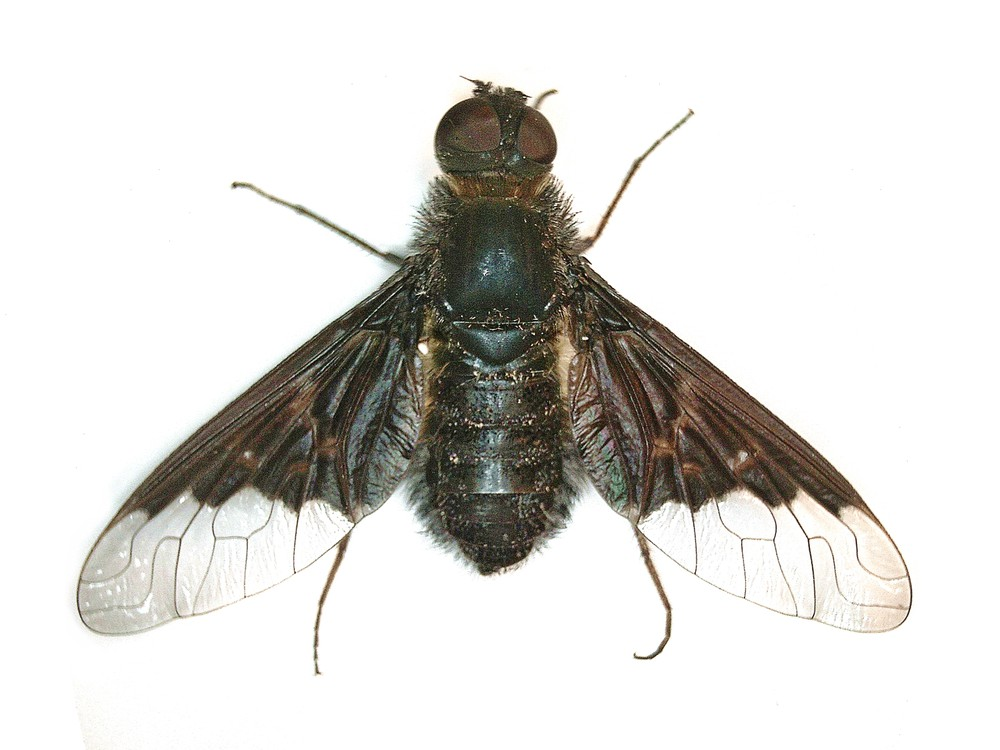
Drogosz żałobny

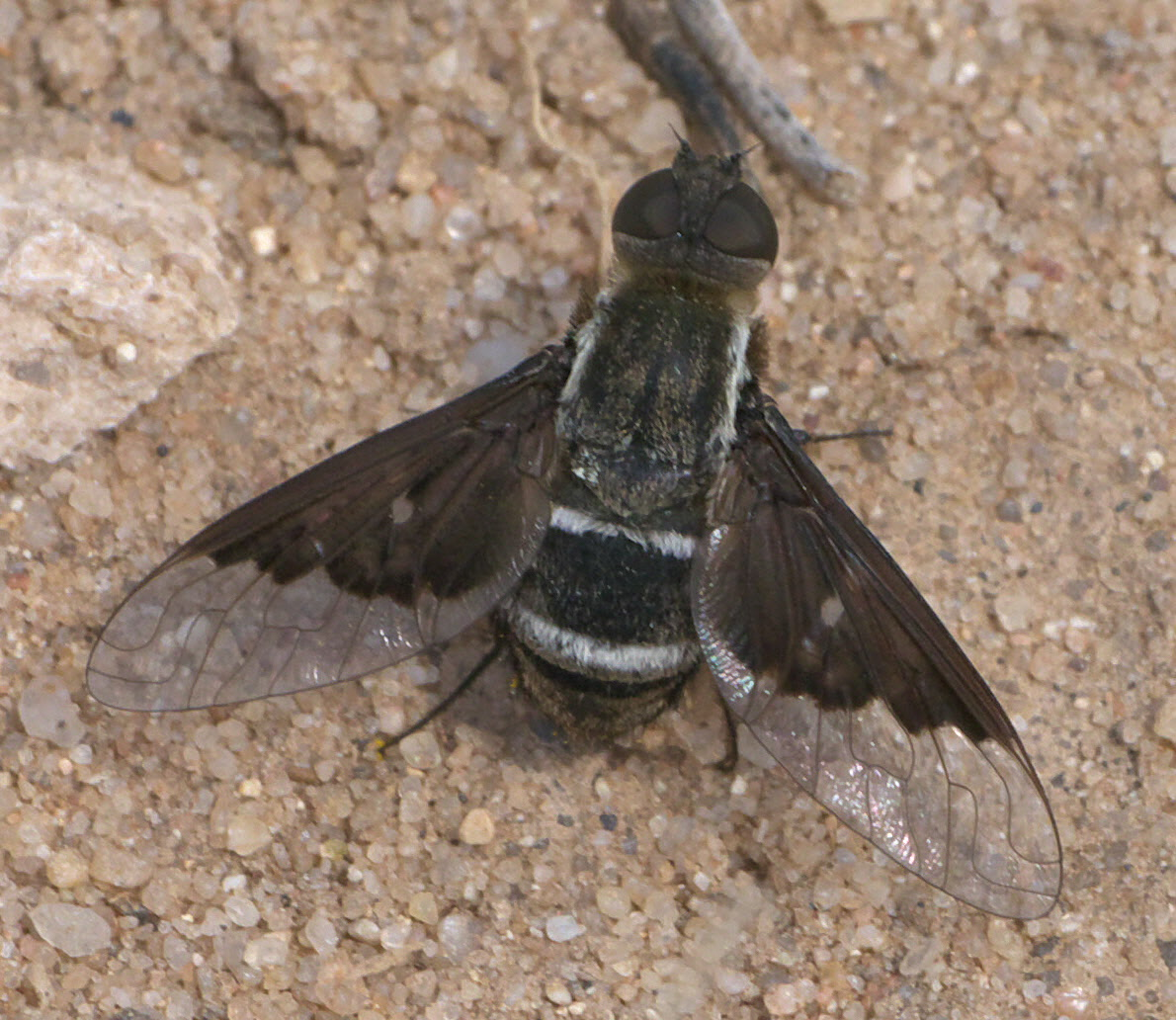
Hemipenthes lepidota

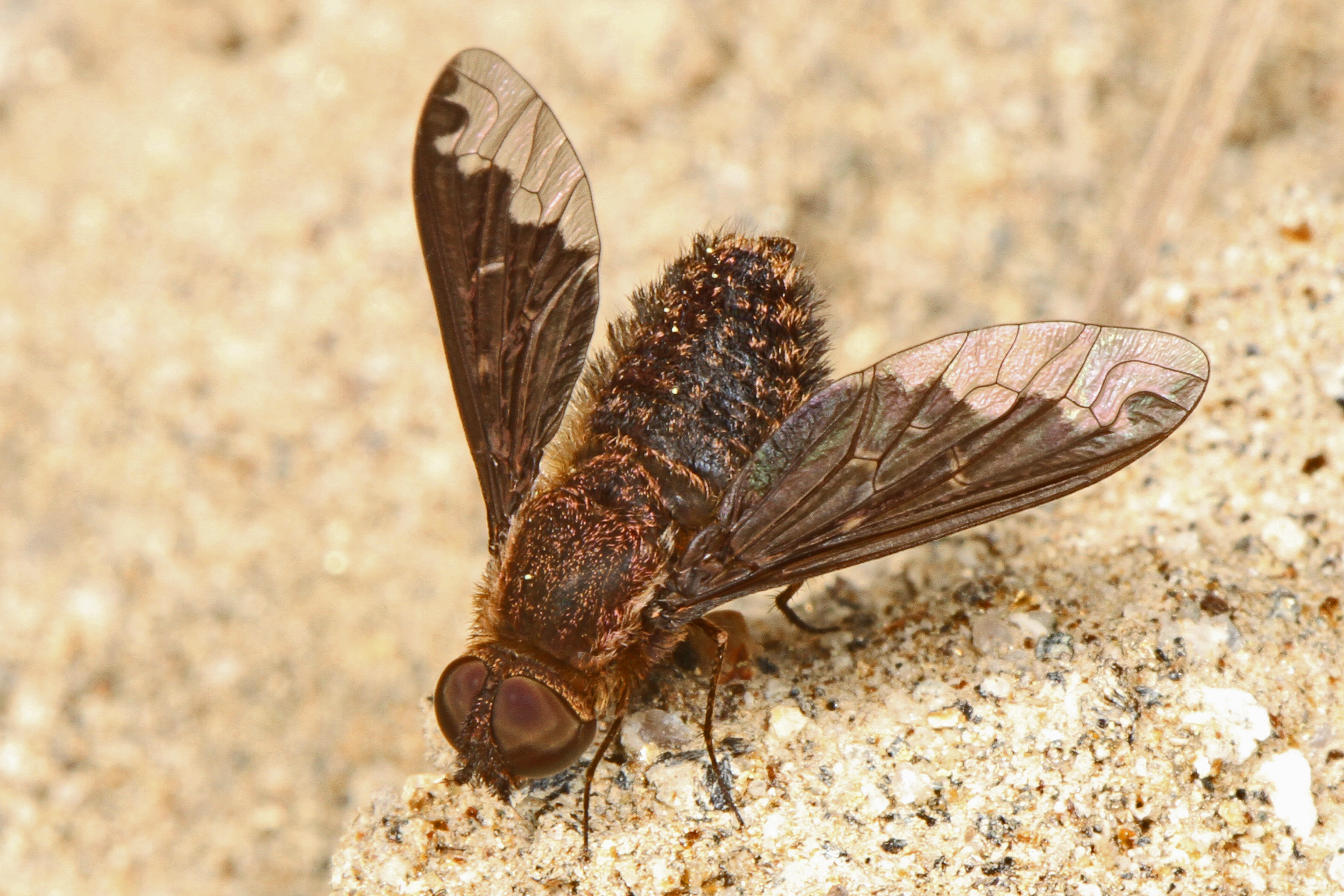
Hemipenthes sinuosa

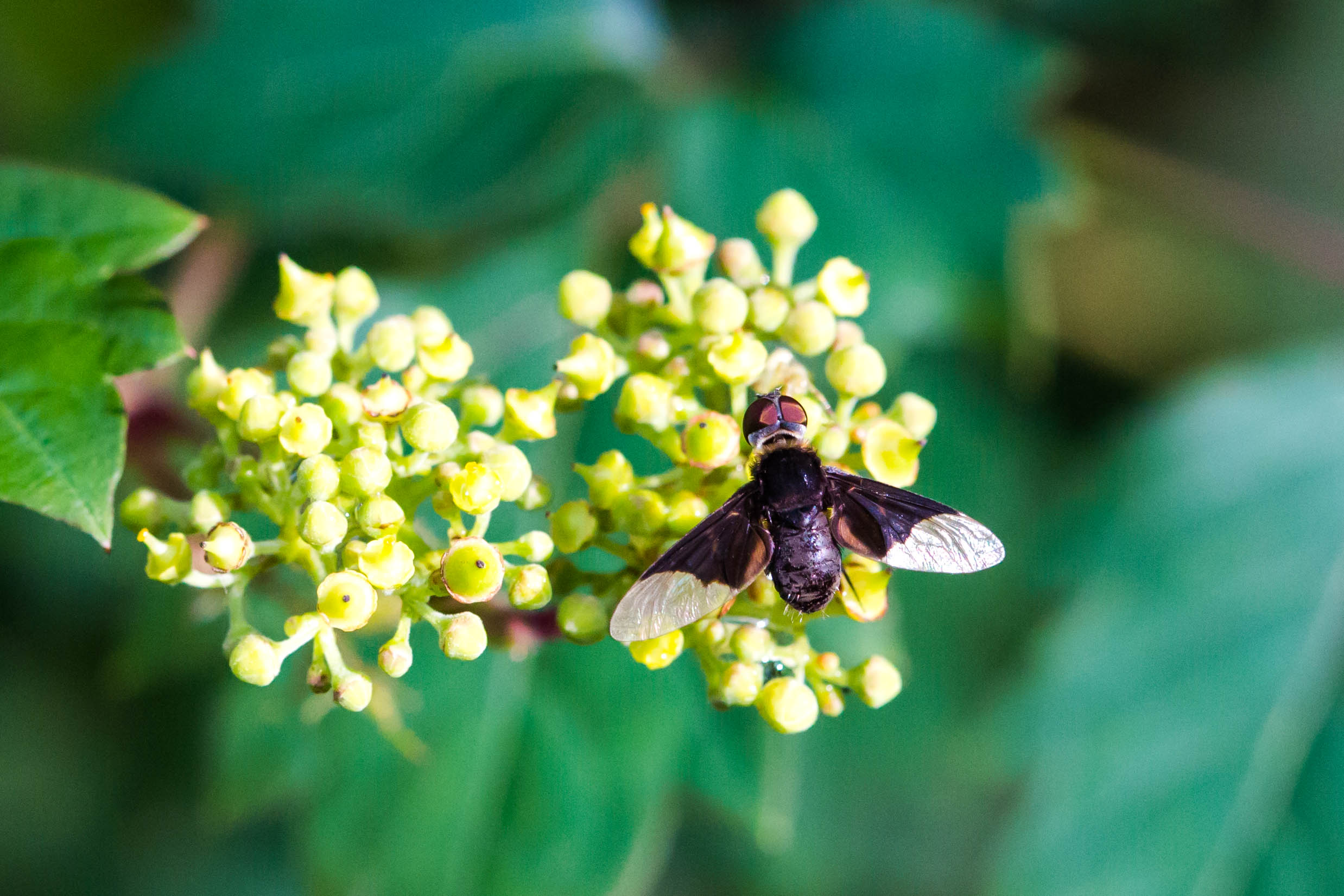
Hemipenthes celeris

Żałobnica, drogosz (Hemipenthes) – rodzaj muchówek z rodziny bujankowatych i podrodziny Exoprosopinae. Larwy są nadpasożytami parazytoidalnych błonkoskrzydłych i rączycowatych. Owady dorosłe żerują na nektarze i spadzi.

## Morfologia
Muchówki o ciele długości od 5 do 14 mm. Głowę w widoku bocznym mają półkulistą, w widoku od przodu mniej więcej okrągłą. Potylica jest przeciętnie rozwinięta, porośnięta delikatnym, przylegającym owłosieniem. Oczy złożone są nerkowate wskutek obecności na ich tylnym brzegu płytkiego i szerokiego wykrojenia, u samic niewiele szerszej rozstawione niż u samców. Przyoczka rozmieszczone są na planie trójkąta równobocznego. Dość szerokie czoło porastają szczeciniaste włoski sterczące, a czasem też przylegające i krótkie łuski. Pokrycie twarzy jest podobne. Policzki są stosunkowo wąskie. Czułki rozstawione są węziej niż u rodzajów pokrewnych, trzeci ich człon jest asymetrycznie cebulowaty z aristą zwieńczoną włoskiem. Ryjek jest krótki, niewiele dłuższy niż otwór gębowy, zaopatrzony w walcowate lub nitkowate, nierzadko poskręcane głaszczki.
Tułów jest z tyłu szerszy niż z przodu, między skrzydłami tak szeroki jak głowa. Za głową występuje na nim kreza o dominującej barwie czarnej. Guzy barkowe są dość mocno rozrośnięte na boki. Długie szczecinki występują na krawędzi śródplecza i tarczki. Na pteropleurach obecne są kępy włosów; poza nimi boki tułowia są skąpo owłosione. Skrzydła mają w nasadowych połowach czarny lub rudobrązowy, wyraźnie odgraniczony wzór o kształcie charakterystycznym dla gatunku; wzór ten bywa rozleglejszy i może nawet obejmować całe skrzydło. Obecne są na nich dwie komórki submarginalne, a komórka dyskoidalna jest szeroka i tępo zwieńczona. Kolec kostalny jest ostry i cierniowaty. Płatek skrzydłowy jest wąski. Stosunkowo grube odnóża mają stopy zwieńczone ostrymi i prawie prostymi pazurkami, pozbawione przylg lub o przylgach słabo rozwiniętych. Golenie przedniej pary porastać mogą czarne szczecinki, natomiast brak na nich kolców.
Odwłok jest krótko-owalny, o siedmiu widocznych tergitach. Genitalia samca są małe, asymetryczne, wyposażone w długie i szerokie, szpatułkowate lub języczkowate nadprącie z wklęsłymi bokami oraz edeagus o bardzo krótko-owalnej podstawie.

## Ekologia i występowanie
Owady te zasiedlają zwykle lasy, ich skraje i inne obszary mniej lub bardziej zadrzewione. Występuje u nich nadpasożytnictwo. Larwy ich są parazytoidami błonkówek z rodziny gąsienicznikowatych oraz muchówek z rodziny rączycowatych, które same są parazytoidami gąsienic motyli nocnych. Osobniki dorosłe odwiedzają kwiaty celem żerowania na nektarze. Mogą także żerować na spadzi. Chętnie przysiadają na nasłonecznionych powierzchniach, w tym glebie i skałach.
Rodzaj ten najliczniej reprezentowany jest w Holarktyce. Mniej gatunków występuje w neotropikalnej, nieliczne zaś w północnych krańcach krainy orientalnej. W Polsce stwierdzono trzy gatunki – żałobnicę białopasą, drogosza żałobnego i H. velutina.

## Taksonomia
Rodzaj ten wprowadzony został w 1869 roku przez Hermanna Loewa. W 1910 roku Daniel William Coquillett wyznaczył jego gatunkiem typowym opisanego w 1758 roku przez Karola Linneusza Musca morio. W zapisie kopalnym żałobnice znane są z oligocenu i miocenu.
Do rodzaju tego należy ponad 90 opisanych gatunków:

- Hemipenthes albus Avalos-Hernandez, 2009
- Hemipenthes apiculata Yang, Yao & Cui, 2012
- Hemipenthes beijingensis Yao, Yang & Evenhuis, 2008
- Hemipenthes bigradata (Loew, 1869)
- Hemipenthes blanchardiana (Jaennicke, 1867)
- Hemipenthes castanipes Bigot, 1892
- Hemipenthes catulina (Coquillett, 1894)
- Hemipenthes caucasica Zaitzev, 1966
- Hemipenthes celeris (Wiedemann, 1828)
- Hemipenthes cheni Yao, Yang & Evenhuis, 2008
- Hemipenthes chimaera (Osten Sacken, 1887)
- Hemipenthes comanche (Painter, 1962)
- Hemipenthes constituta (Walker, 1852)
- Hemipenthes curta (Loew, 1869)
- Hemipenthes differens (Hall, 1976)
- Hemipenthes discolor (Hall, 1976)
- Hemipenthes ditaenia (Wiedemann, 1828)
- Hemipenthes divisa (Walker, 1852)
- †Hemipenthes dominicana Evenhuis, 2013
- Hemipenthes edwardsii (Coquillett, 1894)
- Hemipenthes edwarsi (Oldroyd, 1938)
- Hemipenthes epilais (Wiedemann, 1828)
- Hemipenthes ethiops Greathead, 1967
- Hemipenthes eumenes (Osten Sacken, 1887)
- Hemipenthes eversmanni Zaitzev, 1966
- Hemipenthes exoprosopoides  Paramonov, 1928
- Hemipenthes extensa (Wulp, 1888)
- Hemipenthes floridana (Macquart, 1850)
- †Hemipenthes gabbroensis (Handlirsch, 1907)
- Hemipenthes galapagensis (Painter & Painter, 1974)
- Hemipenthes galathea (Osten Sacken, 1886)
- Hemipenthes gaudanica Paramonov, 1927
- Hemipenthes gayi (Macquart, 1840)
- Hemipenthes gussakovskyi Zaitzev, 1966
- Hemipenthes hamifera (Loew, 1854)
- Hemipenthes hebeiensis Yao, Yang & Evenhuis, 2008
- Hemipenthes ignea (Macquart, 1846)
- Hemipenthes incisiva (Painter, 1962)
- Hemipenthes inops (Coquillett, 1887)
- Hemipenthes jaennickeana (Osten Sacken, 1886)
- Hemipenthes jezoensis (Matsumura, 1916)
- Hemipenthes lepidota (Osten Sacken, 1887)
- Hemipenthes leucocephala (Wulp, 1882)
- Hemipenthes martinorum (Painter in Painter & Painter, 1962)
- Hemipenthes maura (Linnaeus, 1758) – żałobnica białopasa
- Hemipenthes melaleuca (Wiedemann, 1828)
- Hemipenthes melana Bowden, 1965
- Hemipenthes mesasiaticus Zaitzev, 1962
- Hemipenthes micromelas (Bigot, 1892)
- Hemipenthes minas (Macquart, 1848)
- Hemipenthes mischanensis Paramonov, 1927
- Hemipenthes mobile (Coquillett, 1894)
- Hemipenthes mongolica Zaitzev, 1980
- Hemipenthes montanorum (Austen, 1936)
- Hemipenthes morio (Linnaeus, 1758) – drogosz żałobny
- Hemipenthes neimengguensis  Yao, Yang & Evenhuis, 2008
- Hemipenthes ningxiaensis Yao, Yang & Evenhuis, 2008
- Hemipenthes nitidofasciata  (Portschinsky, 1892)
- Hemipenthes noscibilis (Austen, 1936)
- Hemipenthes nudiuscula (Thomson, 1869)
- Hemipenthes pamirensis Zaitzev, 1962
- Hemipenthes panfilovi Zaitzev, 1981
- Hemipenthes pauper (Becker, 1916)
- Hemipenthes pima (Painter, 1962)
- Hemipenthes pleuralis (Williston, 1901)
- Hemipenthes praecisa (Loew, 1869)
- †Hemipenthes provincialis (Handlirsch, 1907)
- Hemipenthes pullata (Coquillett, 1894)
- Hemipenthes referens (Walker, 1852)
- Hemipenthes robusta Zaitzev, 1966
- Hemipenthes ruficollis (Bigot, 1892)
- Hemipenthes scylla (Osten Sacken, 1887)
- Hemipenthes semifucata (Hall, 1976)
- Hemipenthes seminigra Loew, 1869
- Hemipenthes sichuanensis Yao & Yang, 2008
- Hemipenthes sinuosa (Wiedemann, 1821)
- Hemipenthes splendida Zaitzev, 1962
- Hemipenthes subarcuata (Loew, 1871)
- Hemipenthes subvelutina Zaitzev, 1966
- Hemipenthes tarapacensis (Hall, 1976)
- Hemipenthes tenuirostris (Macquart, 1850)
- †Hemipenthes tertiaria (Handlirsch, 1907)
- Hemipenthes translucens Avalos-Hernandez, 2009:
- Hemipenthes tusheticus Zaitzev, 1966
- Hemipenthes velutina (Meigen, 1820)
- Hemipenthes villeneuvi François, 1970
- Hemipenthes vockerothi François, 1969
- Hemipenthes webberi (Johnson, 1919)
- Hemipenthes wilcoxi (Painter, 1933)
- Hemipenthes xizangensis Yang, Yao & Cui, 2012
- Hemipenthes yaqui (Painter, 1962)
- Hemipenthes yunnanensis Yao & Yang, 2008